# Pierre-Thomas-Nicolas Hurtaut
Pierre-Thomas-Nicolas Hurtaut (Parigi, 17 aprile 1719 – Parigi, 5 maggio 1791) è stato uno scrittore e storico francese.

## Biografia
Figlio di un mercante di cavalli, Pierre-Thomas-Nicolas Hurtaut divenne professore di latino presso la scuola militare e pubblicò il suo primo libro, Le Voyage d'Aniers nel 1748. Interessato ai misteri del corpo umano, scrisse diversi libri tra cui L'arte di petare e Essai de médecine sur le flux menstruel. È stato anche uno storico e membro della Société du bout du banc